# 欧贝维利耶堡站
欧贝维利耶堡站（法語：Fort d'Aubervilliers）是巴黎地鐵的一個車站，位於欧贝维利耶，是巴黎地鐵7號線的車站。車站名稱來自於欧贝维利耶堡。欧贝维利耶堡是1841年至1845年期間為保衛巴黎而修建的16個城堡之一。

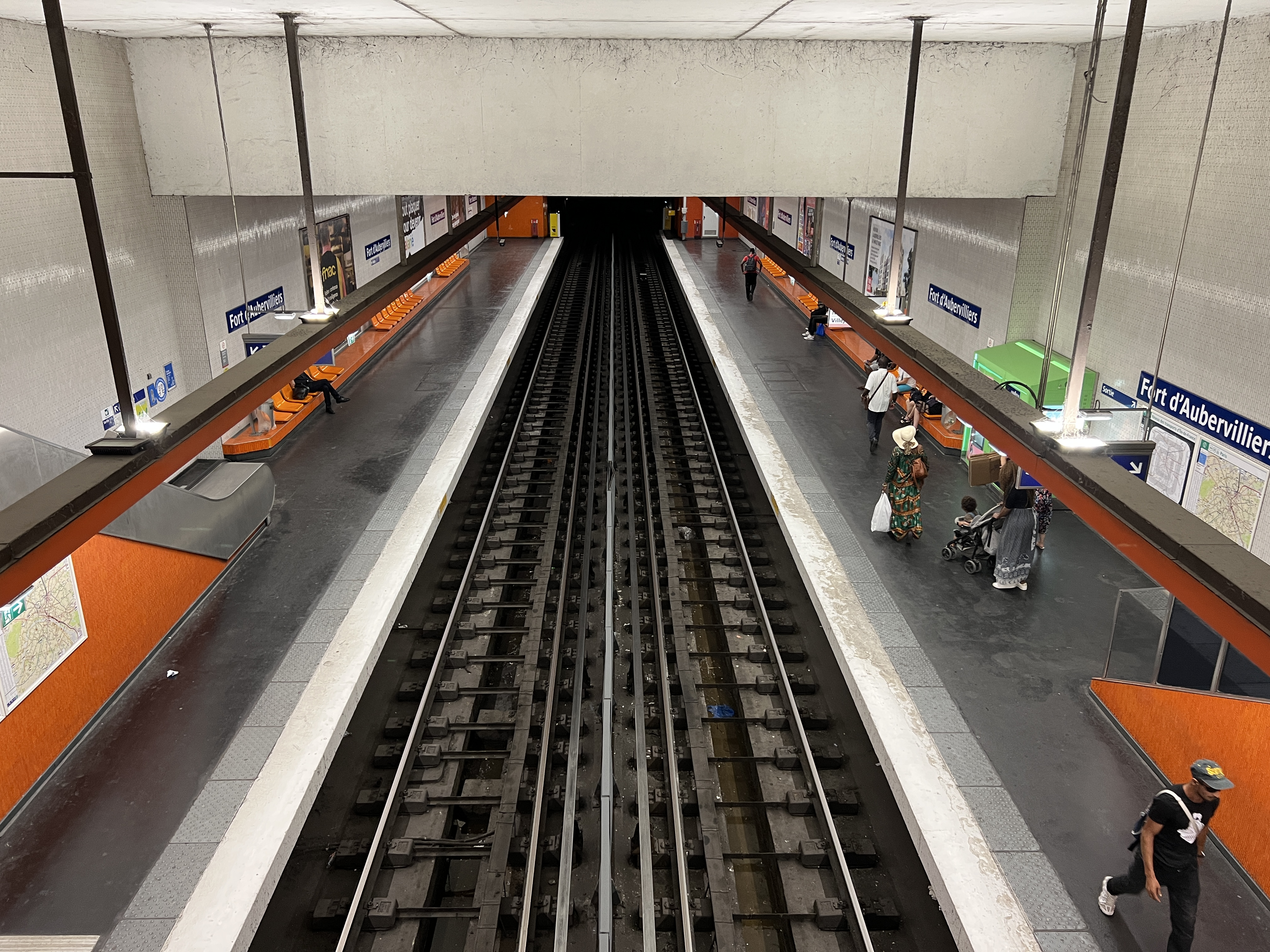
月台（2022年6月）

## 車站結構
| 街道      |                    |                                                       |
| B1        | 月台連接夾層       |                                                       |
| 7號線月台 | 側式月台，右側開門 | 側式月台，右側開門                                    |
| 7號線月台 | 南行               | 往猶太城-路易·阿拉貢/伊夫里鎮（欧贝维利耶-庞坦-四路） |
| 7號線月台 | 北行               | 往新庭-1945年5月8日（總站）                           |
| 7號線月台 | 側式月台，右側開門 |                                                       |